# NEC PC-6000
NEC PC-6000 (сокращённо PC-60) — серия персональных компьютеров от японской компании NEC. Её представитель — PC-6001 — был впервые представлен в ноябре 1981 года. Последней моделью стала PC-6001 mkII SR, вышедшая в ноябре 1984 года.

## Описание
PC-6001 оснащён процессором μPD780 (клон Zilog Z80 от NEC), 16 КБ оперативной памяти (дополняемой до 32 КБ), трёхголосым звуковым генератором General Instrument AY-3-8910, разъёмом для картриджа ПЗУ, интерфейсом для кассетной ленты, двумя портами для джойстиков, параллельным разъёмом для принтера, выходом для радиочастотного модулятора и композитным видеовыходом. Картридж ROM позволял пользователю легко использовать программное обеспечение, например, видеоигры. В японской версии использовалась резиновая клавиатура. Поддерживает четыре режима экрана: текстовый 32×16 символов с 4 цветами, графический 64×48 пикселей с 9 цветами, графический 128×192 с 4 цветами и графический 256×192 с белым и зелёным цветами.
PC-6001 mkII имеет 64 КБ оперативной памяти, 16 КБ видео ОЗУ, интерфейс 5¼-дюймового дисковода, генератор символов Кандзи, выход на RGB-монитор, синтезатор речи и клавиатуру. Поддерживает следующие режимы экрана: текстовый 40×20 символов, графический 80×80 пикселей с 15 цветами, графический 160×200 с 15 цветами и графический 320×200 графика с 4 цветами.
PC-6001 mkII SR отличается звуковым адаптером YM2203.